# La Compôte
La Compôte, auch Compôte-en-Bauges genannt, ist eine französische Gemeinde mit 266 Einwohnern (Stand 1. Januar 2022) im Département Savoie in der Region Auvergne-Rhône-Alpes. Sie gehört zum Arrondissement Chambéry und zum Kanton Saint-Alban-Leysse. Die Bewohner werden Compôtains und Compôtaines genannt.
Die Gemeinde erhielt 2022 die Auszeichnung „Eine Blume“, die vom Conseil national des villes et villages fleuris (CNVVF) im Rahmen des jährlichen Wettbewerbs der blumengeschmückten Städte und Dörfer verliehen wird.

## Geographie
La Compôte liegt auf 715 m, etwa 22 km nordöstlich der Präfektur Chambéry (Luftlinie). Das Dorf erstreckt sich im Nordwesten des Département Savoie, im Zentrum des Massivs der Bauges, in einem Talbecken an der Mündung des Ruisseau du Grand Nant in den Chéran, am Südwestfuß des Mont Trélod.
Die Fläche des 7,57 km² großen Gemeindegebiets umfasst einen Abschnitt des Massivs der Bauges. Der zentrale Teil wird von der Talebene des Chéran eingenommen, die rund 1 km breit ist. Von Norden mündet hier das Tal des Grand Nant, von Süden ebenfalls ein kleines Seitental. In dieses südliche Seitental erstreckt sich das Gemeindeareal und erreicht auf der Höhe nördlich des Gipfels des Grand Colombier mit 1954 m die höchste Erhebung von La Compôte. Die Gemeinde liegt innerhalb des Regionalen Naturparks Massif des Bauges (frz.: Parc naturel régional du Massif des Bauges).
Zu La Compôte gehören der Weiler La Taillette (690 m) in der Talebene südlich des Chéran sowie einige Einzelhöfe. Nachbargemeinden von La Compôte sind Doucy-en-Bauges im Norden, Jarsy im Osten, École und Aillon-le-Jeune im Süden sowie Aillon-le-Vieux und Le Châtelard im Westen.

## Geschichte
Erstmals urkundlich erwähnt wird La Compôte im Jahre 1090 unter dem Namen Composta; von 1432 ist die Bezeichnung Composte überliefert. Der Name geht wahrscheinlich auf einen Personennamen zurück. Bis zum Ende des Ancien Régime gehörte La Compôte zur Herrschaft Bauges.

## Sehenswürdigkeiten
Die Dorfkirche Sainte-Catherine wurde im 19. Jahrhundert erbaut. Auf einem Bergvorsprung südlich des Ortes steht die Kapelle Saint-Bernard, die aus dem 17. Jahrhundert stammt.

## Bevölkerung
| Jahr                       | 1962 | 1968 | 1975 | 1982 | 1990 | 1999 | 2006 | 2011 | 2020 |
| Einwohner                  | 387  | 327  | 259  | 241  | 249  | 217  | 211  | 228  | 264  |
| Quellen: Cassini und INSEE |      |      |      |      |      |      |      |      |      |

Mit 266 Einwohnern (Stand 1. Januar 2022) gehört La Compôte zu den kleinen Gemeinden des Département Savoie. Nachdem die Einwohnerzahl in der ersten Hälfte des 20. Jahrhunderts stark rückläufig war, wurde in den letzten Jahren ein Anstieg verzeichnet.

## Wirtschaft und Infrastruktur
La Compôte war bis weit ins 20. Jahrhundert hinein ein vorwiegend durch die Landwirtschaft, insbesondere Milchwirtschaft und Viehzucht, geprägtes Dorf. Daneben gibt es heute einige Betriebe des lokalen Kleingewerbes. Einige Erwerbstätige sind Wegpendler, die in den größeren Ortschaften der Umgebung ihrer Arbeit nachgehen.
Die Ortschaft liegt abseits der größeren Durchgangsstraßen, nahe an einer Departementsstraße, die von Alby-sur-Chéran durch das Massiv der Bauges nach Saint-Pierre-d’Albigny führt. Weitere Straßenverbindungen bestehen mit Doucy-en-Bauges und Jarsy.